# North Bellmore
Pour les articles homonymes, voir Belmore.
North Bellmore est une census-designated place du comté de Nassau, dans l'État de New York, aux États-Unis,. En 2020, elle compte une population de 20 583 habitants.